# FC 나프탄 나바폴라츠크
FC 나프탄 나바폴라츠크(벨라루스어: Футбольный Клуб Нафтан Новополоцк)는 나바폴라츠크를 연고로 하는 벨라루스의 축구 클럽이다. 현재는 벨라루스 프리미어리그에 참가하고 있다.

## 성적
- 벨라루스컵 우승 2회 (2009, 2012)

## 선수 명단

### 현역
참고: FIFA 자격 규정에 따라 소속된 국가대표팀 국기를 표시합니다. 선수는 복수의 FIFA 비회원국 국적을 가지고 있을 수 있습니다.
| 번호 | 포지션 | 국적       | 이름              |
| ---- | ------ | ---------- | ----------------- |
| 10   | MF     | 우크라이나 | 예우헨 프로타소프 |

| 번호 | 포지션 | 국적 | 이름 |
| ---- | ------ | ---- | ---- |

## 역대 감독
| 감독                  | 임기 |
| --------------------- | ---- |
| 안드레이 지그만토비치 | 2001 |